# Ô Hotels & Resorts

Ô Hotels & Resorts é um grupo hoteleiro português, com unidades localizadas em Monfortinho (Região das Beiras) e Vimeiro (Costa de Lisboa).
Surgiu em 2010 agregando sob uma só marca as unidades da Empresa das Águas do Vimeiro, S.A. e a Companhia das Águas da Fonte Santa de Monfortinho, S.A.

## Hotéis
- Hotel Fonte Santa
- Hotel Astória
- Hotel Golf Mar
- Hotel das Termas do Vimeiro

## Termas
- Termas de Monfortinho
- Termas do Vimeiro